# Inyoka swazicus
Genre
Espèce
Statut de conservation UICN

 LC  : Préoccupation mineure
Synonymes
- Lamprophis swazicus Schaefer, 1970

Inyoka swazicus, unique représentant du genre Inyoka, est une espèce de serpents de la famille des Lamprophiidae.

## Répartition et habitat
Cette espèce se rencontre en Eswatini et au Mpumalanga en Afrique du Sud. Elle vit près des affleurements rocheux dans les prairies et les savanes. On la trouve entre 1 400 et 1 900 m d'altitude.

## Publications originales
- Kelly, Branch, Broadley, Barker & Villet, 2011 : Molecular systematics of the African snake family Lamprophiidae Fitzinger, 1843 (Serpentes: Elapoidea), with particular focus on the genera Lamprophis Fitzinger 1843 and Mehelya Csiki 1903. Molecular Phylogenetics and Evolution, vol. 58, no 3, p. 415-426.
- Schaefer, 1970 : A new species of House Snake from Swaziland, with notes on the status of the two Genera Lamprophis and Boaedon. Annals of the Cape Provincial Museums (Natural History), vol. 8, no 14, p. 205-208.